# Слуцкое коммерческое училище
Слуцкое коммерческое училище — частное учебное заведение, существовавшее в Слуцке с начала XX века, памятник архитектуры.

## История
В 1910 году в Слуцке открылось частное коммерческое училище М. М. Кириакова. Кириаков был известным помещиком и первым автовладельцем в Слуцком уезде. Организации училища содействовали владелец поместья Рачковичи пан Залеский и выпускник Слуцкой гимназии, известный государственный деятель Эдвард Войнилович, на средства которого был построен Красный костёл в Минске. Реформатор Пётр Столыпин называл Эдварда Войниловича «минским Бисмарком» и приглашал на должности вице-премьера в правительстве или министра сельского хозяйства России — на выбор. Эдвард Войнилович на правах действительного члена принимал участие в работе всех трёх Государственных дум России. 35 лет (до 1919 года) он был почётным судьёй Слуцкого уезда.
Как учреждение образования здание использовалось таким образом:
в 1912—1920 годах — коммерческое училище;
с 1924 года — педагогический техникум;
в 1927—1944 годах — педагогическое училище
Из стен коммерческого, а позже и педагогического училища вышло немало известных людей.

## Здание училища

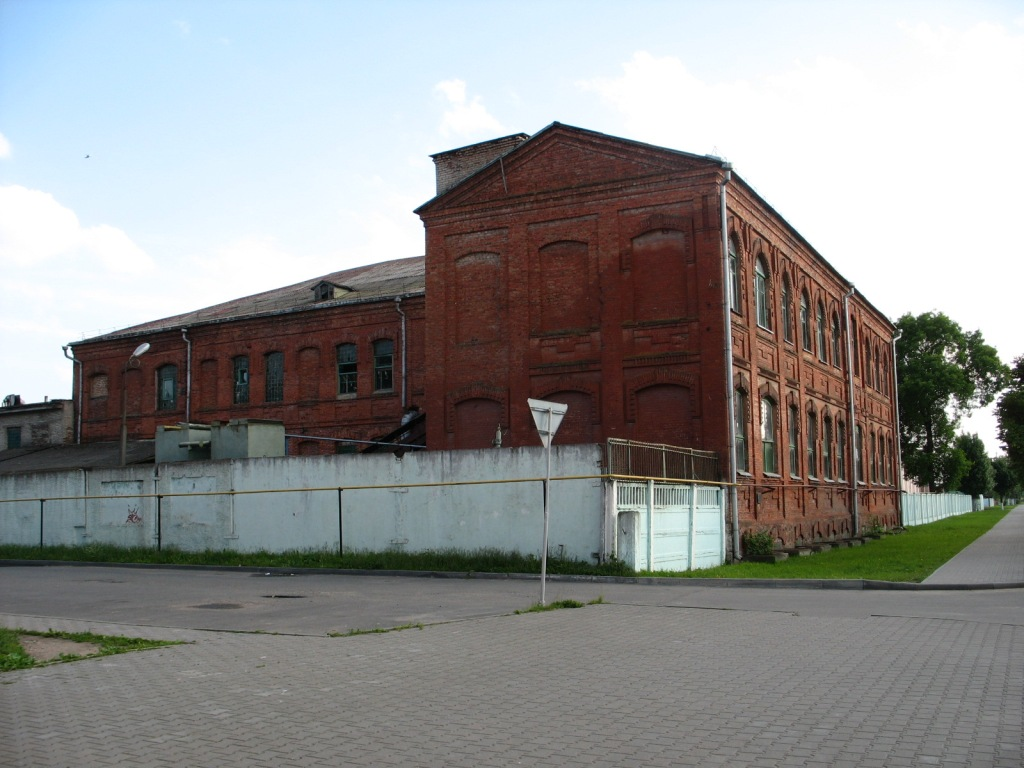
Здание училища в 2009 году

Двухэтажное Г-подобное в плане здание в красном кирпиче. Накрыт 2-скатной крышей, фасады неотонковые. Это было одно из самых заметных зданий города того времени. Его архитектура отличалась внешним декором, усложнённостью отдельных форм.
Построено в 1910 году на западной окраине города, на левой стороне улицы Шоссейной (теперь улица Ленина). Занятия начались в 1912 году. На учёбу принимались мальчики с 12 лет — дети слуцких мещан, встречались наследники чиновников и дворян. Обучение в училище было платным.
Деятельность училища пришлась на тяжёлое время: первая мировая война, революционные события, гражданская война. А 15 июля 1920 года здание училища было сожжено отступающими из города польскими войсками, после чего работа коммерческого училища уже не возобновилась.
После прихода советской власти здание было восстановлено в 1924 году. Здесь разместились комитеты профсоюзов и дом культуры, основную часть заняла семилетняя школа. А с 1927 года её заменил педагогический техникум, затем преобразованный в педагогическое училище, целью которого была подготовка учителей для школ района.
Во время Великой Отечественной войны в актовом зале проводились мероприятия под контролем немцев. В июне 1944 года здание сильно пострадало при освобождении города и до 1960 года стояло полуразрушенным. В 1961 году после перепланировки сюда переместили цех сокового, а с 1964 года — консервного завода, ставшего крупнейшим в республике консервным заводом, доныне здесь и располагающимся.
Здание находится под охраной государства как памятник архитектуры.

## Известные выпускники
- Косберг, Семён Ариевич — (1903-1965) — доктор технических наук, эксперт в области авиационных двигателей и ракетных двигателей, Лауреат Ленинской премии, Герой Социалистического труда.
- Василевич, Елена Семёновна (1922) — белорусская писательница, лауреат Государственной премии БССР, заслуженный работник культуры.